# Natsu Nakajima
Pour les articles homonymes, voir Nakajima.
Natsu Nakajima est une danseuse et chorégraphe japonaise, et plus ponctuellement une actrice, née en 1943 et morte le 3 mars 2024. Elle a étudié avec Ohno Kazuo et travaillé avec Tatsumi Hijikata. Elle crée une compagnie de danse en 1969, effectuant avec cette compagnie des tournées internationales, et contribue à former une nouvelle génération de danseurs et danseuses de butoh.

## Biographie
Natsu Nakajima est née en 1943 à Sakhaline.  Cette île, située dans le nord-ouest de l'océan Pacifique, est alors occupée par le Japon : ce territoire russe a été plusieurs fois déclaré également chinois ou japonais au fil des siècles.
En 1955, elle commence à étudier le ballet classique. Elle entre à l'Institut de danse d’Ohno Kazuo en 1962. Contrairement à son mentor Tatsumi Hijikata, elle effectue de nombreuses tournées à l'extérieur du Japon. En particulier, le succès rencontré en 1983 au London International Festival of Theatre (LIFT) par son œuvre Niwa, l'amène à se produire dans différents festivals, sur plusieurs continents,  notamment à Montréal, Jérusalem, Los Angeles, Nancy et  Sydney. Elle devient ainsi non seulement l'une des premières danseuses de butoh, mais aussi l'une des premières, avec Ohno Kazuo, à présenter cette forme au public étranger. Elle dirige et chorégraphie le groupe Muteki-sha, une compagnie de danse qu’elle fonde en 1969,. 
Elle joue dans des films et des productions théâtrales, notamment dans le film Jeux sexuels (性遊戯)  de Masao Adachi en 1968. Elle y interprète le rôle d’une jeune femme, Taeko, agressée par un groupe de jeunes hommes. Elle apparaît également dans le documentaire Butoh: Body on the Edge of Crisis sorti en 1990. Elle intervient également dans un autre film documentaire sorti en 2011, Interior/Exterior. Ce documentaire présente un aperçu de la pensée esthétique japonaise contemporaine, du point de vue de onze artistes japonais.

## Conception de la danse
Nakajima, comme la plupart des chorégraphes de butoh, résiste aux interprétations littérales ou aux expressions des gestes de la danse.  Elle articule sa philosophie de la danse sur l'énergie et la liberté du butoh : 

« Le butoh devrait rejeter toute notion de symbolisme, de message ou de formalisme, et n'exprimer que son énergie et sa liberté »

.